# Startblock (Laufsport)

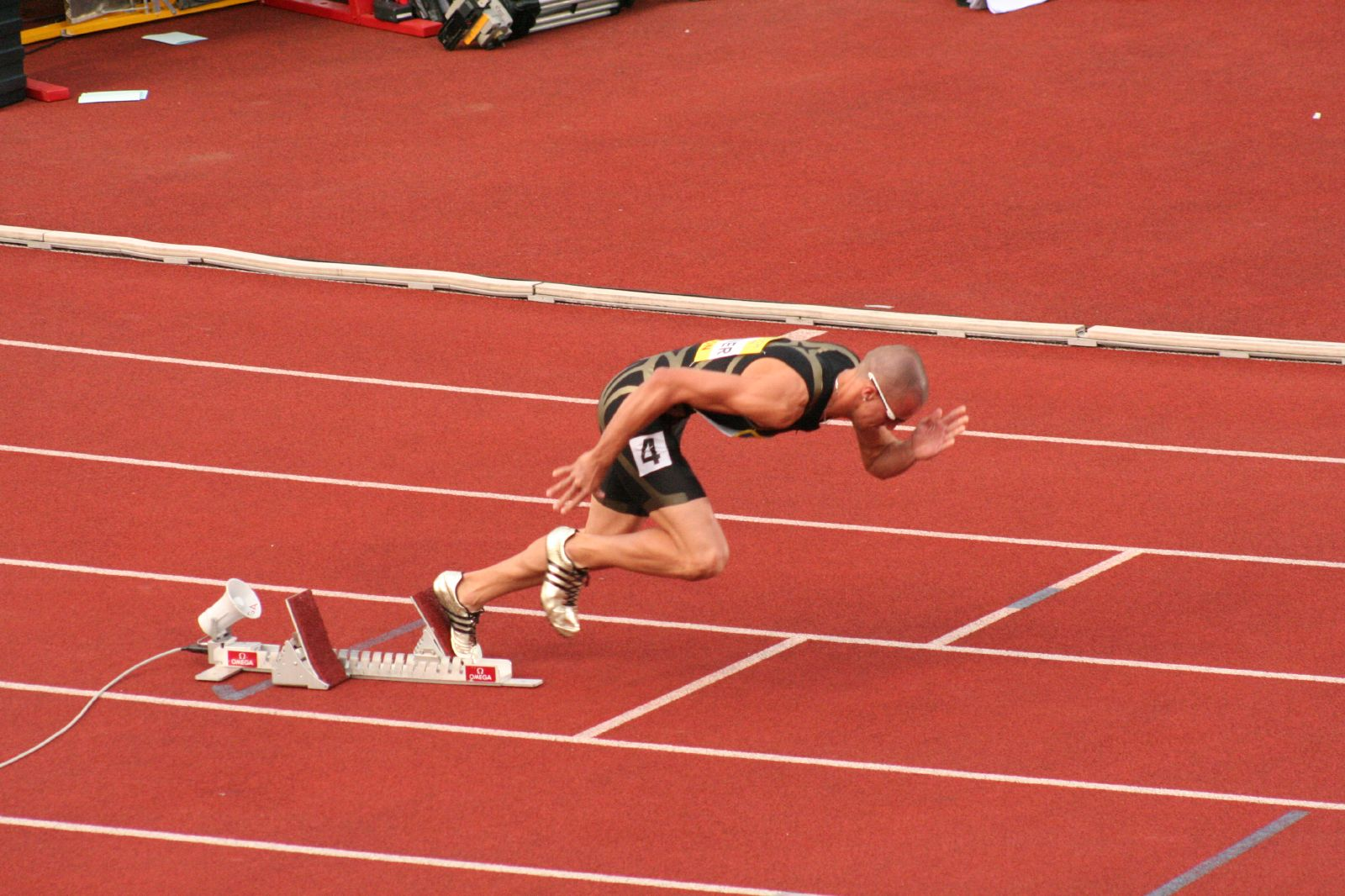
Starten von einem Startblock

Ein Startblock ist die „Startvorrichtung“ für verschiedene Laufdisziplinen in der Leichtathletik.
Ursprünglich war es auf Kurzstrecken üblich, dass sich die Teilnehmer individuelle Startlöcher gruben. Als Erfinder des Startblocks gilt der Australier Charlie Booth. 1927 meldete der amerikanische Trainer George Bresnahan den Startblock zum Patent an und 1937 akzeptierte die IAAF die neue Starthilfe, die sich rasch durchsetzte.
Heute sind Startblöcke bei allen Läufen bis einschließlich 400 Metern vorgeschrieben (einschließlich erste Teilstrecken bei Staffelrennen), bei allen anderen Läufen sind sie nicht zulässig.
Ein Startblock besteht aus einer starren Schiene, an der zwei vor- und rückwärts verstellbare Fußstützen befestigt werden, gegen die der Läufer in der Startstellung die Füße drückt. Die Fußstützen sind geneigt, um sich der Startstellung des Läufers anzupassen; sie können eben oder etwas nach innen gewölbt sein. Der Startblock selbst wird so auf der Bahn fixiert, dass er gänzlich unbeweglich ist.
Die Position und Stellung zueinander der beiden Fußstützen kann von jedem Athleten individuell eingestellt werden.
Die Redensart „in den Startlöchern sitzen“ bedeutet „startklar sein“.
„Nicht aus den Startlöchern kommen“ ist meist figurativ gemeint; tatsächlich kann man mit einem Schuh in einem zu engen Startloch hängenbleiben und deshalb einen verzögerten Start haben.